# Eriosyce strausiana
Eriosyce strausiana là một loài thực vật có hoa trong họ Cactaceae. Loài này được (K.Schum.) Katt. mô tả khoa học đầu tiên năm 1994.